# Універсідад Сан-Мартін
«Клуб Депорті́во Універсіда́д Сан-Ма́ртін де По́ррес» (ісп. «Club Deportivo Universidad San Martín de Porres») або просто «Універсідад Сан-Мартін» (ісп. «Universidad San Martín») — перуанський футбольний клуб з Ліми. Заснований 2004 року.

## Досягнення
- Чемпіон Перу (3): 2007, 2008, 2010